# Walter Müller (Archäologe, 1946)
Walter Müller (* 14. Januar 1946 in Ludwigshafen am Rhein) ist ein deutscher Klassischer und Prähistorischer Archäologe.

## Leben
Im Anschluss an eine berufliche Tätigkeit auf dem Gebiete der Zerstörungsfreien Materialprüfung (1969–1975) studierte Walter Müller jeweils im Hauptfach Klassische Archäologie und Ur- und Frühgeschichte an den Universitäten Heidelberg, Mannheim und München. 1985 wurde er als Schüler von Wolfgang Schiering und Harald Hauptmann mit der Arbeit Kretische Tongefäße mit Meeresdekor. Entwicklung und Stellung innerhalb der Feinen Keramik von Spätminoisch I B auf Kreta an der Universität Mannheim promoviert. Seit 1985 war er wissenschaftlicher Mitarbeiter der Akademie der Wissenschaften und der Literatur in Mainz, Forschungsstelle Corpus der minoischen und mykenischen Siegel (CMS) mit Sitz in Marburg, deren Leitung er von 2002 bis zu seiner Pensionierung 2011 innehatte. Müller war zusammen mit Ingo Pini Herausgeber des Corpus. Außerdem leitete er die CMS-Datenbanken, deren Präsentation im Internet in Zusammenarbeit mit Arachne in Köln realisiert wurde.
An Ausgrabungen bzw. Surveys nahm Müller in Solnhofen, auf dem Magdalensberg sowie in Rethymnon und Palekastro auf Kreta teil. Seine Forschungsschwerpunkte sind antike Glyptik, minoische Kunstgeschichte und Archäometrie (Röntgen- und Ultraschallverfahren). 
Müller hatte einen Lehrauftrag für die ägäische Bronzezeit an der Universität Marburg und ist korrespondierendes Mitglied des Deutschen Archäologischen Instituts.

## Schriften (Auswahl)
- Kretische Tongefäße mit Meeresdekor. Entwicklung und Stellung innerhalb der feinen Keramik von Spätminoisch I B auf Kreta (= Archäologische Forschungen Bd. 19). Gebr. Mann, Berlin 1997, ISBN  3-7861-1793-4.
- (Hrsg.): Die Bedeutung der minoischen und mykenischen Glyptik. VI. Internationales Siegel-Symposium aus Anlass des 50-jährigen Bestehens des CMS Marburg, 9.-12. Oktober 2008 (= Corpus der minoischen und mykenischen Siegel Beiheft  8). Zabern, Mainz 2010, ISBN 978-3-8053-4260-5.